# Tour Perret (Grenoble)

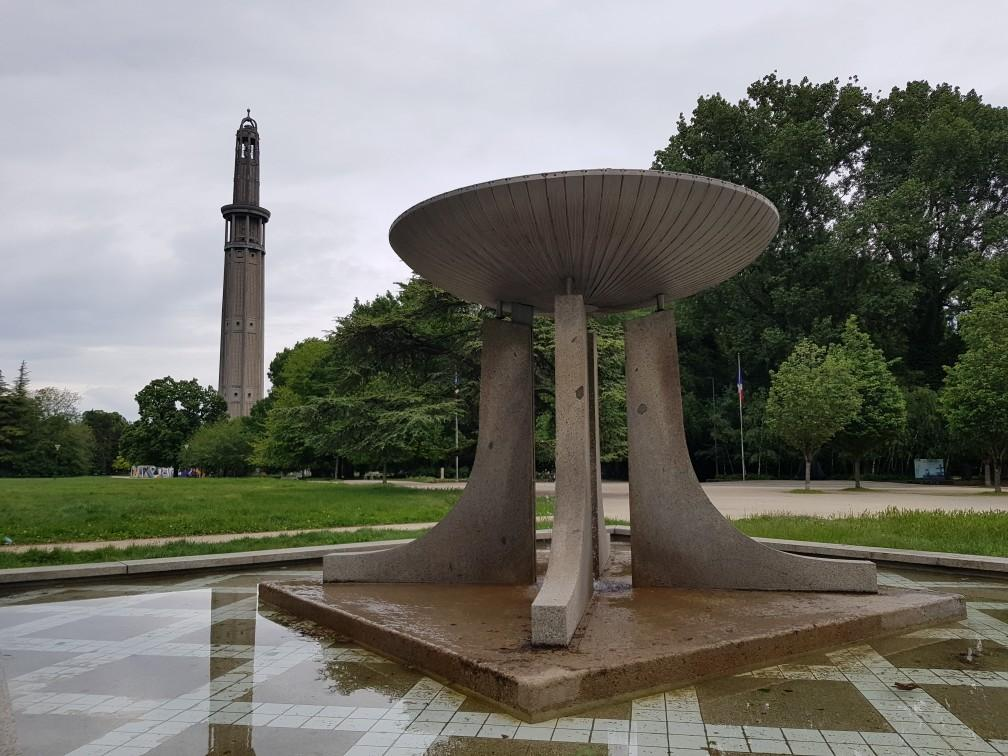
Tour Perret

Die Tour Perret (auch: Tour d’Orientation) ist ein Aussichtsturm in der französischen Stadt Grenoble. Er wurde 1924 anlässlich der im Jahr darauf stattfindenden Exposition internationale de la houille blanche nach Plänen des Architekten Auguste Perret errichtet und ist der erste aus Stahlbeton konstruierte Turm in Europa.
Der Turm steht auf achteckigem Grundriss und erreicht eine Höhe von 95 Metern. Seit 1998 ist er als Monument historique klassifiziert.